# Michael Seater
Michael Seater, né le 15 janvier 1987 à Toronto, en Ontario, est un acteur canadien. Il est notamment connu pour avoir joué le rôle de Derek Venturi dans la série télévisée Derek sur Disney Channel.

## Biographie
Il a commencé sa carrière d'acteur à la fin des années 1990. Il fait une apparition dans plusieurs films et courts métrages : Night of the Living, The Stone Skipper, Cyber Seduction: His Secret Life, mais aussi dans plusieurs séries télévisées pour enfants et adolescents comme Mystère Zack.
Il a également joué dans une autre série télévisée Les Secrets de Blake Holsey dans laquelle il interprète un adolescent, Lucas Randall, passionné de science, et qui est témoin de phénomènes scientifiques et paranormaux dans son école. Michael Seater est aussi un personnage récurrent dans la saison 2 et la saison 3 de la série ReGenesis, dans laquelle il interprète un jeune sans-abri toxicomane prénommé Owen.
En 2010, il est l'un des personnages principaux de la comédie Majeurs et mariés, dans laquelle son personnage se marie avec sa voisine alors qu'ils n'ont que 18 ans, malgré la désapprobation de leurs parents.

## Filmographie

### Cinéma
- 1997 : Night of the Living : Zack
- 1998 : Future Fear : Denniel jeune
- 1999 : The Stone Skipper : Simon
- 2005 : The Prize Winner of Defiance, Ohio de Jane Anderson : Bub Ryan à 15 ans
- 2010 : Sin Bin : Brian

### Télévision
- 1998 : Rescuers: Stories of Courage: Two Couples (téléfilm) : Peter
- 1999 : Jenny and the Queen of Light (téléfilm) : Eli
- 1999 : Real Kids, Real Adventures : Robby Naylor
- 1999 : Destins croisés (Twice in a Lifetime) : Steven Stovall à 12 ans
- 1999 : Sans l'ombre d'une trace (Vanished Without a Trace) (téléfilm) : J.J. Porterson
- 2000 : Mattimeo: A Tale of Redwall : Mattimeo (Voix)
- 2000 : Dirty Pictures : Ian
- 2000-2002 : Mystère Zack (The Zach Files) : Spencer Sharpe
- 2001 : Un bon petit rat (I Was a Rat) (téléfilm) : Pikey
- 2002-2006 : Les Secrets de Blake Holsey (Strange Days at Blake Holsey High) : Lucas Randall
- 2003 : Vivre malgré tout (On Thin Ice) (téléfilm) : Jason McCartle
- 2005 : Un ado en danger (Cyber Seduction: His Secret Life) (téléfilm) : Nolan Mitchell
- 2005-2009 : Derek (Life with Derek) : Derek Venturi
- 2006 : Shades of Black: The Conrad Black Story (téléfilm) : Conrad Black jeune
- 2006-2007 : ReGenesis : Owen
- 2007 : Naturally, Sadie : Cole
- 2007 : Sœurs de cœur (She Drives Me Crazy) (téléfilm) : Pete Valenti
- 2009 , 2012, 2013, 2017 : Les Enquêtes de Murdoch : James Gillies ; plusieurs fois, l'on croit que son personnage est vraiment mort ; après sa pendaison en 2017 l'on se demande jusqu'où ira l'imagination des scénaristes...
- 2009 : Family Biz : Warren Silverman
- 2009 : Degrassi Goes Hollywood (téléfilm) : Michael Ray
- 2010 : Majeurs et mariés : Tom Bellow
- 2010 : Vacances avec Derek (Vacation with Derek) : Derek Venturi
- 2019 : Les Wedding Planners : La Brigade du Mariage : James Clarkson